# بخش احمدنگر
بخش احمدنگار (به انگلیسی: Ahmednagar district) یک منطقهٔ مسکونی در هند است که در بخش پون واقع شده‌است. بخش احمدنگار ۱۷٬۰۴۸ کیلومتر مربع مساحت و ۴٬۵۴۳٬۱۵۹ نفر جمعیت دارد.